# Ichthyomys stolzmanni
Ichthyomys stolzmanni је врста глодара из породице хрчкова (Cricetidae).

## Распрострањење
Ареал врсте је ограничен на две државе. Перу и Еквадор су једина позната природна станишта врсте.

## Станиште
Станишта врсте су шуме, речни екосистеми и слатководна подручја.

## Угроженост
Подаци о распрострањености ове врсте су недовољни.